# Walter Ruttmann
Walter Ruttmann (Frankfurt, 28 december 1887 – Berlijn, 15 juli 1941) was een Duits filmpionier. Na zijn debuut in 1921 met de korte animatiefilm Der Sieger maakte Ruttmann in de jaren 20 een aantal abstracte animatiefilms onder de titels Opus I tot en met Opus IV. 
In 1927 maakte hij voor het eerst een film in een ander genre, met zijn documentaire Berlin: Die Sinfonie der Großstadt, maar hij bleef toch voornamelijk korte animaties maken. De eerste geacteerde film van Ruttmann's hand was Melodie der Welt uit 1929, waarin hij de toestand in de wereld op cultureel en religieus gebied als een symfonie uitbeeldt.
In de jaren 30 voor de Tweede Wereldoorlog maakte Ruttmann voornamelijk documentaires, met titels als Stuttgart en Acciaio. Als scriptschrijver werkte hij mee aan Leni Riefenstahl's Triumph des Willens (1934), de nazipropagandafilm over de verkiezingen. Aan het begin van de oorlog kwamen zijn films Deutsche Waffenschmieden en Deutsche Panzer (beide in 1940) uit. 
Ruttmann kwam om het leven toen hij een militaire oefening aan het oostfront filmde.
- Biblioteca Nacional de España: XX1649034
- Bibliothèque nationale de France: cb12466357m (data)
- Catàleg d'autoritats de noms i títols de Catalunya: 981058597571406706
- Gemeinsame Normdatei: 119053500
- International Standard Name Identifier: 0000 0001 2133 5748
- Library of Congress Control Number: no90021074
- MusicBrainz: 86c81926-3b2e-4be7-ab9f-dec8f718e9ed
- Nationale Bibliotheek van Tsjechië: pna2010573571
- Nationale Bibliotheek van Israël: 987007509747505171
- Nationale Bibliotheek van Polen: a0000002800622
- Nederlandse Thesaurus van Auteursnamen: 322047420
- RKD-Nederlands Instituut voor Kunstgeschiedenis: 324438
- Istituto Centrale per il Catalogo Unico: DDSV072390
- Système universitaire de documentation: 073916420
- Trove: 874722
- Union List of Artist Names: 500112601
- Virtual International Authority File: 54246262
- WorldCat: E39PBJfH44QHwTCCpg88DXCqQq